# 12262 Nishio
12262 Nishio (1989 UL) là một tiểu hành tinh vành đai chính được phát hiện ngày 21 tháng 10 năm 1989 bởi K. Endate và K. Watanabe ở Kitami.